# Čistá (okres Svitavy)
Obec Čistá (dříve Litrbachy, německy Lauterbach) se nachází v okrese Svitavy v Pardubickém kraji. Žije zde přibližně 1 100 obyvatel.
Obec se nachází jižně od Litomyšle. Rozprostírá se v hlubokém údolí po obou březích říčky Loučné. Nadmořská výška se pohybuje od 380 do 560 m n. m. Součástí obce je také osada Brlenka. Podstatnou část rozlohy obce, téměř 1000 hektarů, tvoří převážně smrkové lesy a hojná zeleň.

## Historie
Vznik je doložen roku 1347 a to jako „villa Lauterbach“. Od zániku litomyšlského biskupství roku 1421 byla součástí litomyšlského zámeckého panství. Tak se dělo až do roku 1848. Od roku 1850 byla obec Litrbachy součástí politického okresu Litomyšl, v letech 1960 až 2002 pak okresu Svitavy; nyní je součástí Pardubického kraje. Převážnou část obyvatelstva tvořili do roku 1945 Němci; po jejich vysídlení v poválečném období a příchodu českých osídlenců došlo roku 1947 ke změně dosavadního názvu obce Litrbachy (německy Lauterbach) na obec Čistou.
Nálezy mincí v obci: roku 1919 nalezeno 28 českých středních brakteátů, roku 1938 nalezen soubor 1238 mincí z druhé poloviny 16. století (nejmladší čtvrtkrejcar Ferdinanda II. z roku 1628) a roku 1958 při stavbě budovy nalezeno 826 mincí pravděpodobně uložených krátce po roce 1545.

### Pověsti
- Ta naše Brlenka stará[7]

## Významné osobnosti
- Karl Heyssig (1802–1872), farář v Čisté

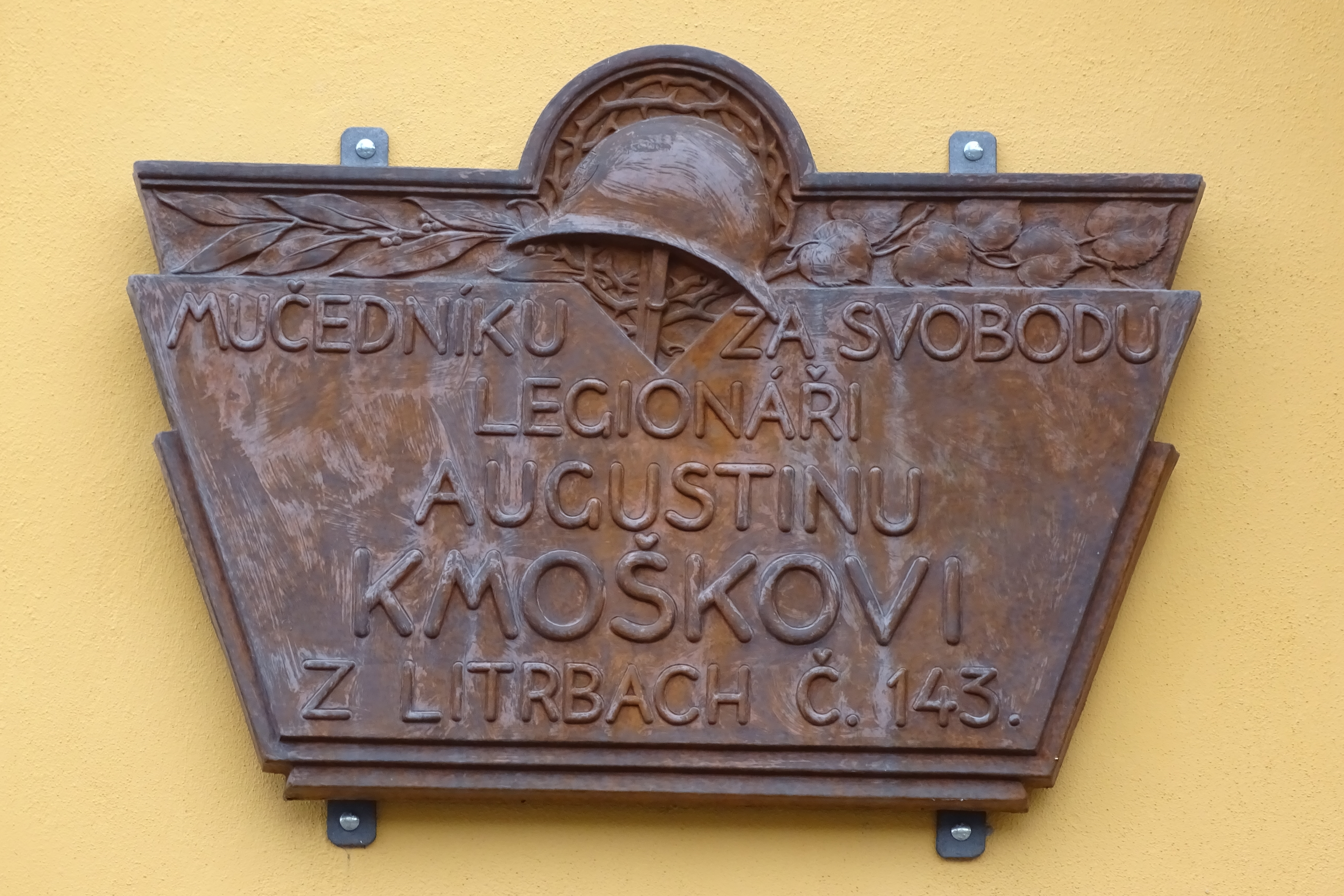
Pamětní deska Augustina Kmoška na budově Základní školy

- Augustin Kmošek (1889–1916), mlynář, od roku 1914 členem České družiny, v roce 1916 zajat a v Záhřebu zastřelen[8]
- Sigmund Stepan (1840 Žacléř–1914), farář a děkan v Čisté (Lauterbach)

## Pamětihodnosti
- Kostel sv. Mikuláše s portálem nad vchodem a datem 1772[9]
- Hřbitov se starými náhrobky z konce 18 a 19. století
- Barokní patrová fara s roubeným patrem
- Socha světců před vchodem na hřbitov a do kostela z roku 1891
- Kaple na Brlence
- Polygonální roubená stodola
- Roubený výměnek usedlosti z roku 1510
- Kamenná křížová cesta u kostela
- Množství původních uzavřených usedlostí a chalup
- Brlenská alej, vysazena na podzim 2020 v délce 1400 metrů[10]
- Základní škola s pamětní deskou legionářovi Augustinu KmoškoviBrlenská alej v roce 2022

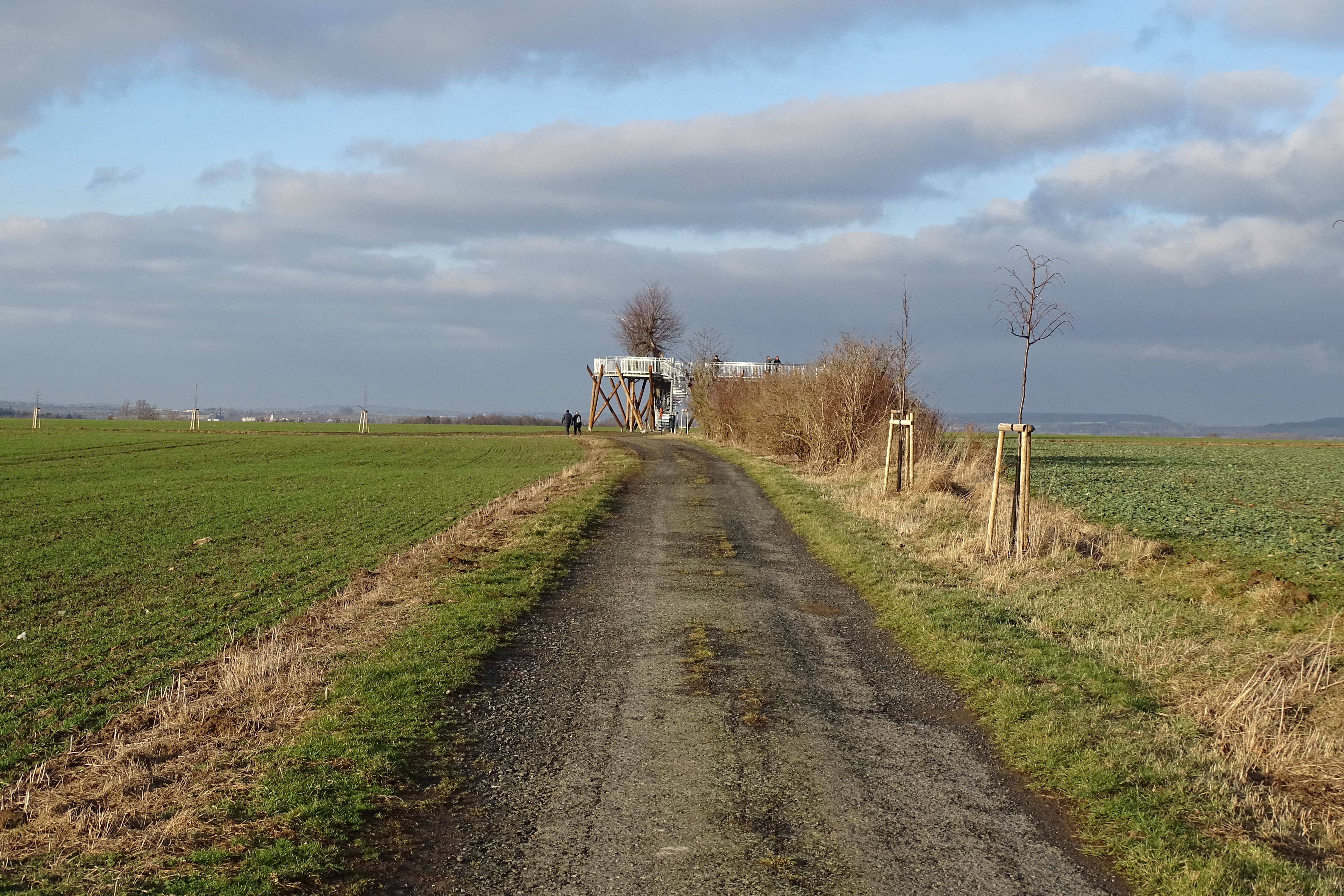
Brlenská alej v roce 2022

## Další fotografie

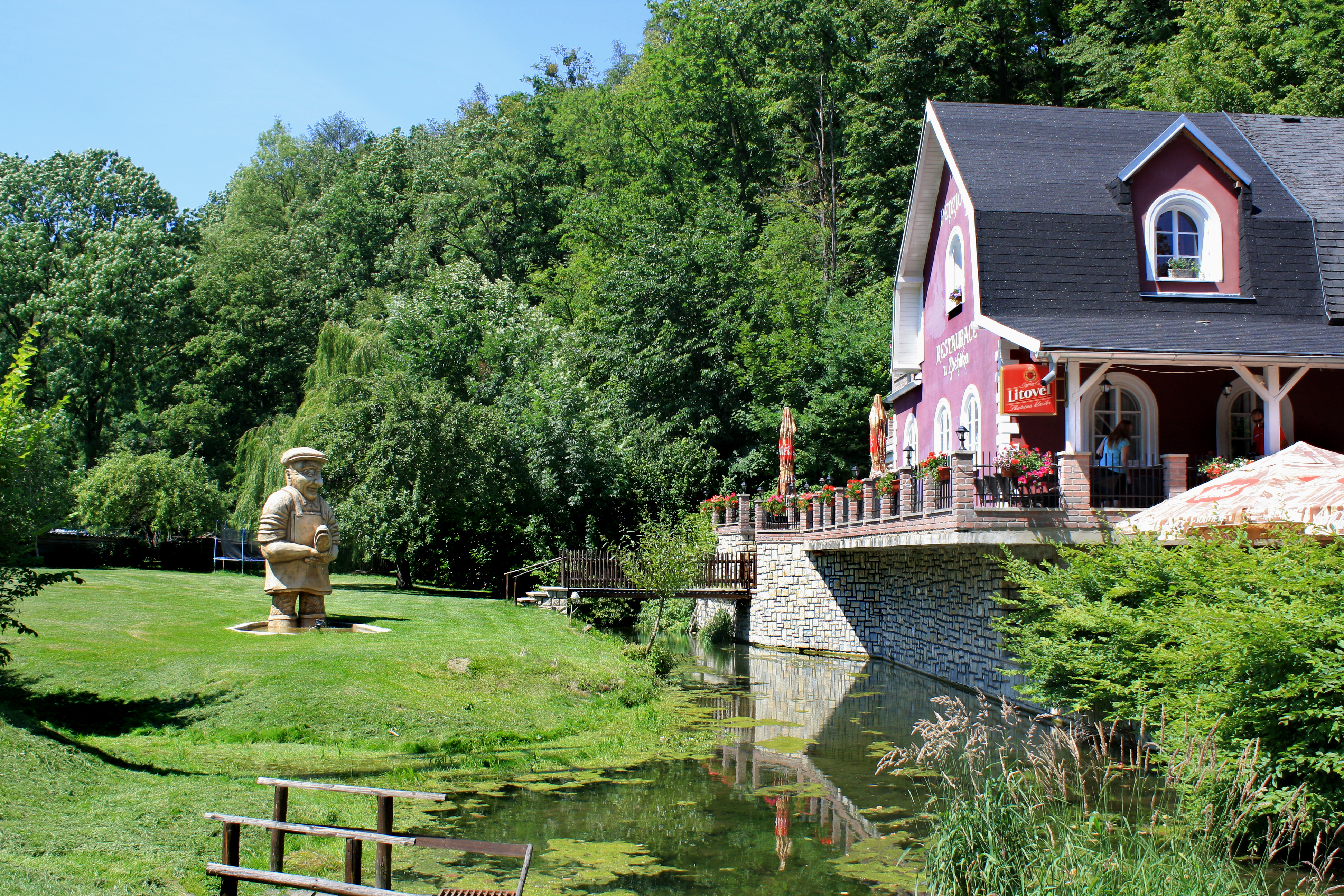
Restaurace v jižní části
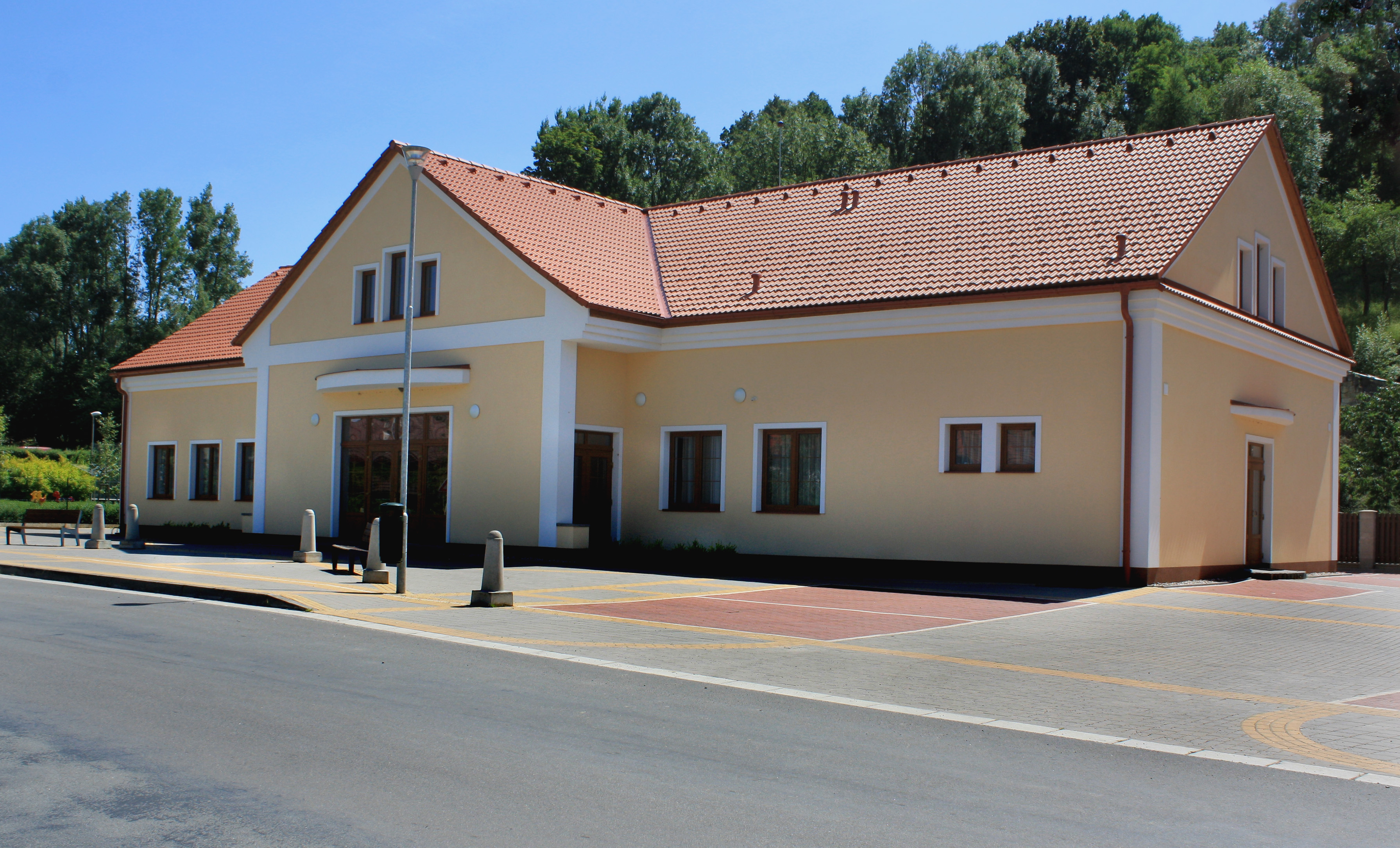
Kulturní dům, v zadní části s obecním úřadem
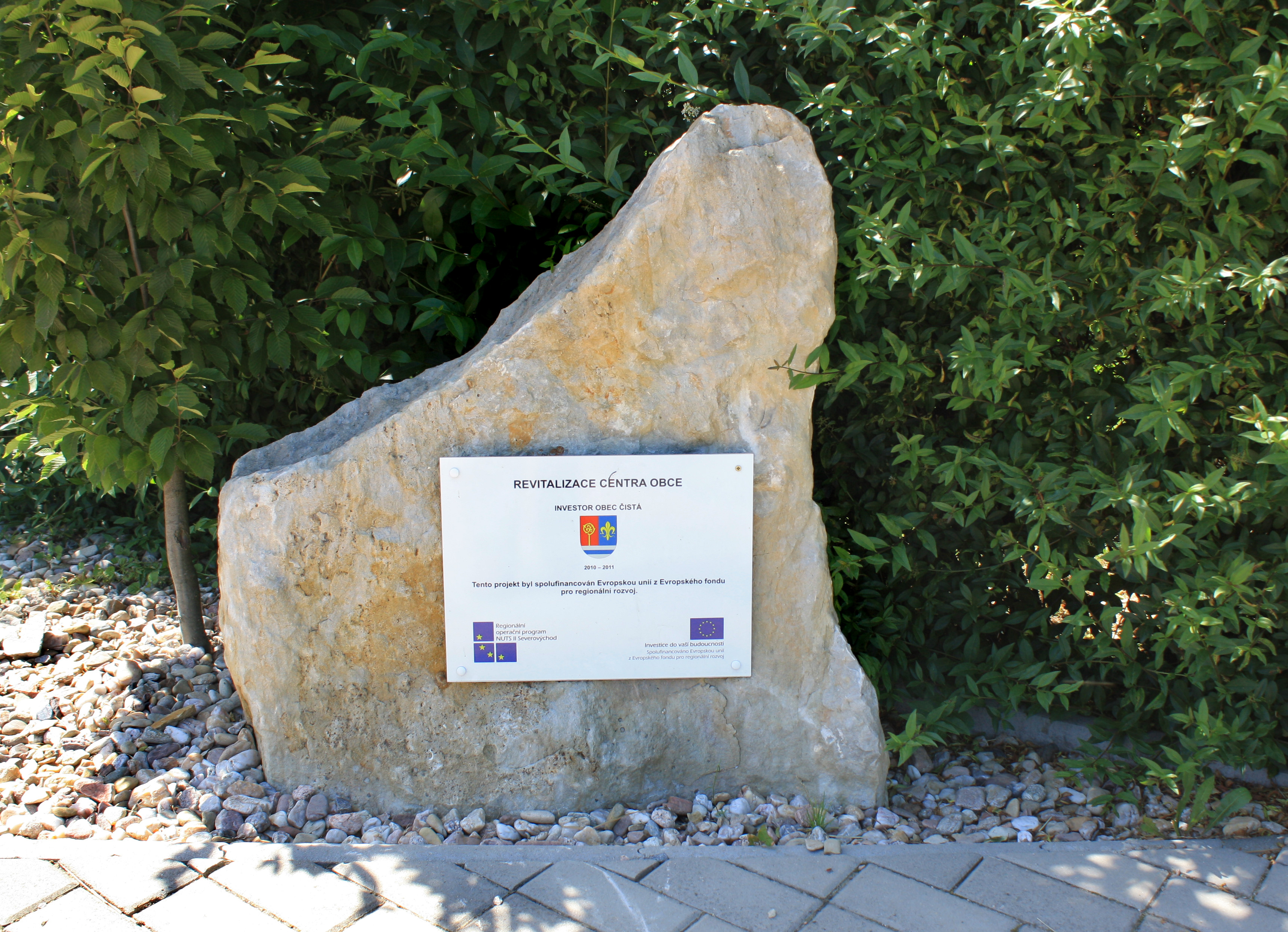
Pamětní deska k revitalizaci obce
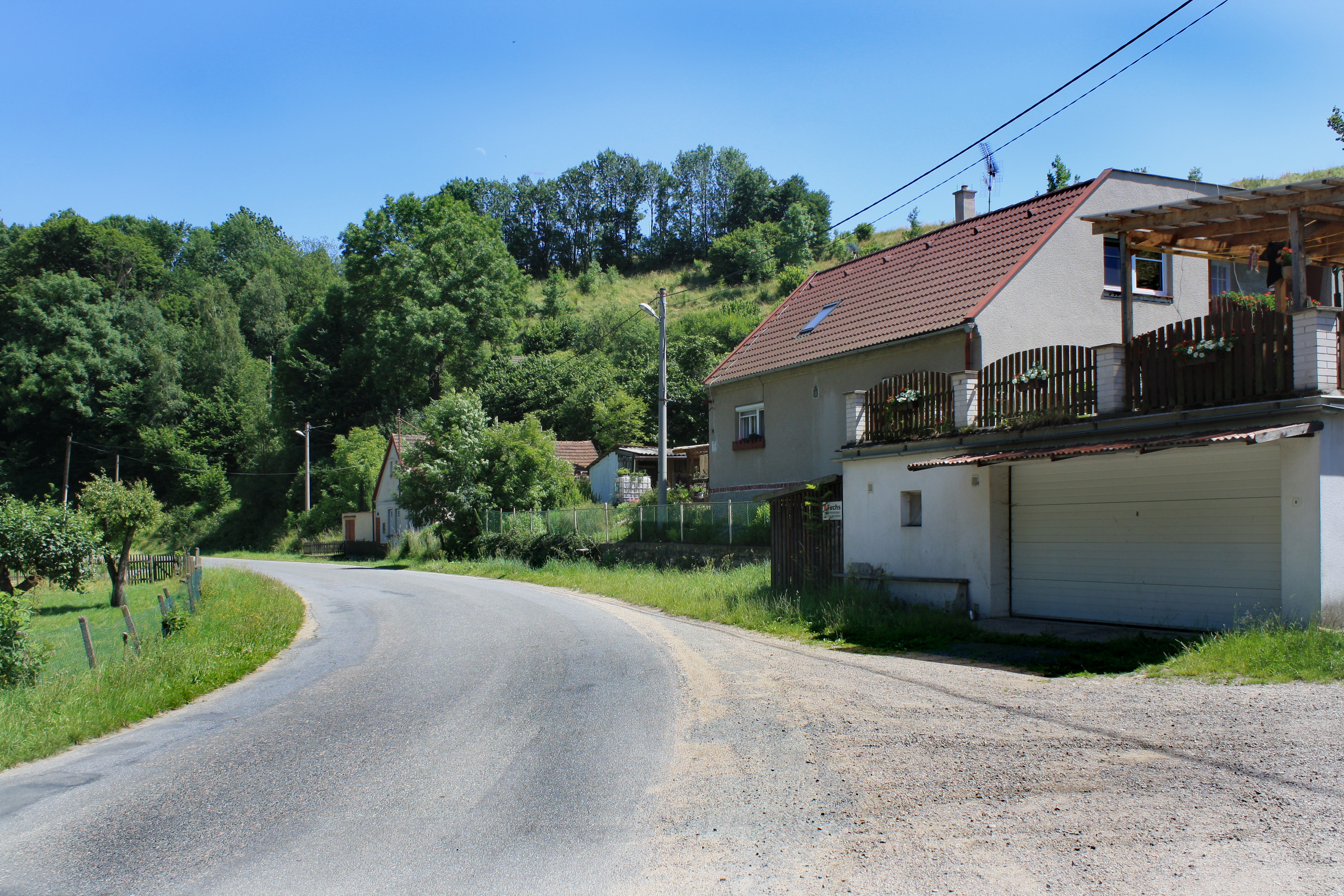
Jižní část obce